# B.J. Anthony
Benny Charles Anthony jr., detto B.J. (Auckland, 20 luglio 1988), è un ex cestista neozelandese.

## Carriera
Con la Nuova Zelanda ha disputato due edizioni dei Campionati mondiali (2010, 2014) e tre dei Campionati oceaniani (2009, 2011, 2013).